# Pinball Construction Set
Pinball Construction Set est un jeu vidéo de création de jeu vidéo de flipper créé par Bill Budge et publié par Electronic Arts en 1983 sur Apple II avant d’être porté sur Atari 8-bit, Commodore 64, Macintosh et IBM PC. Le programme permet au joueur de créer un jeu de flipper, sans nécessité de connaissance en programmation, simplement en sélectionnant et en positionnant les différents éléments d’un flipper,,. Il est l’un des premiers programmes à offrir au joueur la possibilité de construire son propre jeu vidéo et contribue à populariser ce type de jeu vidéo, qui est plus tard adapté à d’autres genres avec par exemple Adventure Construction Set (1984) ou Wargame Construction Set (1986).
Pinball Construction Set se vend à plus de 300 000 exemplaires.